# Wide Sargasso Sea (Roman)
Wide Sargasso Sea (deutsche Übersetzungen: Die weite Sargassosee und Sargassomeer) ist ein von Jean Rhys 1966 publizierter Roman. Der Roman wird in vielen Kritiken und Auseinandersetzungen mit diesem als feministische und postkoloniale Antwort auf Jane Eyre von Charlotte Brontë gesehen, da er die Vorgeschichte von Mr. Rochesters erster Frau Antoinette Cosway, in Jane Eyre „Bertha“ genannt, erzählt und dieser eine Stimme gibt. Wide Sargasso Sea beginnt mit der Kindheit der Protagonistin, erzählt von dem Aufeinandertreffen mit ihrem zukünftigen Ehemann, der Heirat, bis hin zum Moment, wo er sie mit nach England auf sein Anwesen nimmt und sie zu jener Bertha macht, die die Lesenden aus Jane Eyre kennen.

## Inhalt
Teil eins
Der erste Teil beschreibt die Kindheit und Jugend der Protagonistin Antoinette. Nachdem ihr Vater gestorben ist, lebt Antoinettes Mutter Annette mit ihrer Tochter und ihrem Sohn in relativer Armut auf Jamaika. Sie werden von den meisten anderen Einwohnern abgelehnt und gemieden. Schließlich heiratet Annette erneut, Mr. Mason. Eines Nachts wird das Haus von einer wütenden Menge, welche Mr. Masons Pläne, billige Arbeitskräfte von woanders herzuschaffen, mitbekommen hat, angezündet. Die im Haus wohnenden Personen entkommen, doch der Sohn, Pierre, stirbt an seinen Verletzungen. Die trauernde Mutter richtet sich gegen ihren Mann, welcher sie daraufhin entfernt von der Familie einsperren lässt. Ab diesem Punkt sieht Antoinette ihre Mutter kaum noch. Sie selbst kommt in eine Klosterschule. Schließlich wird sie von Mr. Mason wieder herausgeholt, welcher sie einigen seiner englischen Bekannten vorstellen möchte.
Teil zwei
Der zweite Teil des Romans ist abwechselnd aus der Sicht von Antoinette und ihrem Ehemann, mit welchem sie aus finanziellen Gründen verheiratet wurde, geschrieben und erzählt von ihrem Kennenlernen, der Hochzeit und den Flitterwochen in Jamaika. Im Fokus steht die Beziehung der beiden Eheleute und die unterschiedlichen Stadien dieser. Das Kennenlernen, die vermeintliche Liebe, aber auch das immer wieder aufkommende und mit der Zeit stärker werdende Misstrauen. Antoinette vermutet, dass ihr Mann sie nicht liebt, sogar hasst, und der namenlose Ehemann hat die Vermutung, dass seine Frau und ihre Familie ihn aufgrund seines Standes nur ausnutzen. Als er einen Brief von Daniel Cosway, dem vermeintlichen Bruder von Antoinette, bekommt, welcher seine Befürchtungen nur bestärkt und von der Verrücktheit seiner Frau spricht, kommt es zu immer größeren Strapazen in der Ehe der beiden. Der Ehemann beginnt sich immer mehr von Antoinette zu distanzieren, übt seine Affäre offen vor dieser aus, beginnt sie „Bertha“ zu nennen und nimmt ihr damit ihren eigentlichen Namen und immer auch mehr ihre Identität. Die Protagonistin verzweifelt zunehmend und bittet ihre ehemalige Dienerin Christophine um Hilfe, welche ihr einen Liebeszaubertrank für ihren Mann gibt. Dieser wirkt bei diesem jedoch nicht. Vor lauter Verzweiflung bittet Christophine ihn darum, dass Antoinette bei ihr unterkommen und sie sich um sie sorgen darf; dies lehnt Antoinettes Mann jedoch ab und nimmt sie mit nach England.
Teil drei
Der dritte Teil wird aus der Sicht Antoinettes erzählt, welche sich stark verändert hat und sich seit unbestimmt langer Zeit in England befindet. Sie kann sich mit ihrem alten Ich nicht mehr identifizieren und beschreibt ihre Lebensumstände auf dem Dachboden in dem Haus, von dem sie überzeugt ist, dass es sich nicht tatsächlich in England befindet. Sie wird in einem kargen, kalten Zimmer von der Angestellten Grace Poole bewacht. Ihren Mann bekommt sie während der gesamten Zeit nicht zu Gesicht. Bertha versuchte bereits auf der Schifffahrt zu entkommen und schreibt schließlich auch einen Brief an ihren Bruder Richard, in welchem sie ihn um Rettung anfleht. Er besucht sie daraufhin, verkündet jedoch, ihr nicht helfen zu können. Daraufhin attackiert und verletzt Bertha ihn, woraufhin er wieder abreist. Bertha wacht am nächsten Morgen ohne Erinnerung an diese Geschehnisse auf. Sie ist überzeugt davon, dass er sie nicht erkennen konnte, weil sie nicht eines ihrer alten Kleider trug. Sie fixiert sich auf diesen Gedanken und findet das Kleid, um anschließend in Erinnerungen zu versinken. Sie hat einen sich wiederholenden Traum davon, heimlich ihr Zimmer zu verlassen, das Haus in Brand zu setzen und von dem Dach hinunter zu springen. Daraufhin wacht sie auf. Die nun wache Bertha ist überzeugt von einer tieferen Bedeutung des Traumes. Das Buch endet abrupt, als Bertha mit einer Kerze das Zimmer verlässt.

## Form
Wide Sargasso Sea ist in drei Teile gegliedert und erzählt die Geschichte aus unterschiedlichen Erzählperspektiven. Teil zwei ist der längste der Geschichte, gefolgt von Teil eins und Teil drei. Der letzte Teil ist mit Abstand der kürzeste. Teil eins ist aus der Perspektive von Antoinette geschrieben und handelt von ihrer Kindheit und Jugend bis zur Ehe. Der zweite Teil wechselt zwischen der Erzählperspektive von Antoinette und ihrem Ehemann, zum Großteil erzählt jedoch der Mann über ihre Ehe und die Strapazen in dieser. Beide Teile sind in der ersten Person geschrieben. Teil drei ist erneut in der ersten Person und aus der Perspektive von Antoinette beziehungsweise Bertha geschrieben. Dieser Abschnitt der Geschichte ist der einzige, der zur selben Zeit wie Jane Eyre spielt und sich mit dieser Erzählung deckt. Teil eins und zwei fungieren als Vorgeschichte zu den Geschehnissen in Jane Eyre und existieren weitläufig unabhängig von den Ereignissen in Charlotte Brontës Roman. Teil drei erzählt auf wenigen Seiten von Antoinettes Zeit in England im Hause ihres Ehemannes, wo sie zur „madwoman in the attic“ wurde. Die Erzählweise ändert sich in diesem Abschnitt jedoch. Im Unterschied zu Teil eins und zwei wird die Geschichte in Teil drei zu einem Großteil durch Rückblicke, innere Monologe und in Traumsequenzen erzählt.

## Charaktere
Antoinette Cosway: Antoinette ist die Protagonistin der Geschichte. Als Kind ist sie sehr unbeaufsichtigt. Sie wird von fast allen, inklusive ihrer Mutter, zurückgewiesen und zieht es vor, alleine zu sein. Während Antoinette aufwächst, befindet sie sich abseits der sozialen Hierarchien. Angefangen in ihrer Kindheit und verstärkt später in ihrem Leben, wird vermutet, dass sie verrückt wird beziehungsweise ist. Es wird dabei laufend auf ihre Mutter, manchmal auch auf ihren Bruder verwiesen, über den nicht viel gesagt wird. Nach dem Tod ihres Bruders besucht sie eine Klosterschule, in welcher sie sich dem Glauben an Gott zuwendet, von dem später angedeutet wird, dass sie ihn wieder verliert. Als der neue Mann ihrer Mutter englische Bräuche in den Haushalt einführt, ist sie froh darüber „englischer“ zu werden, gleichzeitig entsteht hier ein Widerspruch zu ihrer Herkunft. In ihrer Ehe mit Mr. Rochester überlässt sie ihm in vielerlei Hinsicht die Kontrolle und als er beginnt sie bei einem anderen Namen zu nennen, fühlt sie sich ihrer Identität beraubt. Um ihn dazu zu bringen, sie wieder zu lieben, versucht sie schließlich, seinen Eindruck von ihr sowie auch ihre Identität anzupassen.
Annette Cosway: Annette ist Antoinettes Mutter. Sie leidet unter ihrer Armut und Abgeschiedenheit, aus welcher sie entkommt, als sie Mr. Mason heiratet. Vor und auch während der Hochzeit wird schlecht über sie geredet und es wird angenommen, dass sie aufgrund ihrer Schönheit von anderen Frauen abgelehnt wird. Nach dem Tod ihres Sohnes Pierre wendet sich die trauernde Mutter gegen ihren Ehemann, welchen sie für das Unglück verantwortlich macht. Es wird im Nachhinein behauptet, sie wäre verrückt geworden und hätte versucht, ihren Mann umzubringen. Sie wird anschließend entfernt von der Familie in einem Haus festgehalten. Antoinette sieht sie nur selten. Schließlich stirbt Annette. Zwischen den beiden Frauen können mehrere Parallelen gezogen werden.
Mr. Mason: Die Heirat zwischen Annette und Mr. Mason ist ein Ereignis, welches großen Einfluss auf Antoinettes Leben hat. Mr. Mason versucht den Lebensstil der Familie in einen von ihm erwünschteren umzuwandeln, indem er ihnen englische Bräuche aufdrängt. Er schenkt Antoinette, zu welcher er anscheinend Zuneigung hegt, einen Teil seines Vermögens.
„Namenloser Ehemann“: Der Name von Antoinettes Ehemann wird nicht genannt, jedoch ist anerkannt, dass er identisch mit Mr. Rochester aus dem Werk Jane Eyre ist. Er heiratet Antoinette ihres Geldes wegen und lässt sich bald einreden, dass er hintergangen und ohne sein Wissen mit einer Verrückten vermählt wurde. Als er Antoinette kennenlernt, erwartet er einen zu ihm passenden kulturellen Hintergrund und ist misstrauisch, als er merkt, dass sie auch durch ihre Herkunft geprägt wurde. Tatsächlich herrscht von Anfang an eine gewisse Angst oder Nervosität seiner frisch Angetrauten gegenüber vor. Er befürchtet offensichtlich Geheimnisse betreffend ihre Abstammung, agiert jedoch gleichzeitig gegen seine moralischen Ansprüche, indem er sie mit ihrer Angestellten betrügt.  Er entwickelt einen Hass auf Antoinette, möchte sie jedoch aus Eifersucht nicht gehen lassen.
Daniel Cosway: Daniel gibt an, der uneheliche Sohn von Mr. Cosway und somit Antoinettes Halbbruder zu sein. Er ist Person of Color und behauptet, aus einer Affäre zwischen ihrem Vater und einer Angestellten hervorgegangen zu sein. Es ist unklar ob dies stimmt, nachdem er von manchen für einen Lügner gehalten wird. Daniel setzt alles daran, Antoinettes Mann vor seiner Frau zu warnen, und ihn von ihrem Wahnsinn zu überzeugen. Es wird von einem der anderen Charaktere behauptet, dass er von einem Hass getrieben wird, der ihn nicht zur Ruhe kommen lässt. Tendenziell wird angenommen, dass er weniger vertrauenswürdig auf die Lesenden wirkt, als es die Haupterzählenden der Geschichte tun.
Christophine: Christophine ist Antoinettes Schwarzes Kindermädchen, ihre Ersatzmutter und spätere Vertraute. Es wird allgemein von anderen Charakteren angenommen, dass sie Magie (Obeah) praktiziert und viele Personen innerhalb der Geschichte haben Angst vor ihr. Laut Annette wäre die Familie gestorben, hätte Christophine nicht zu ihnen gehalten. Bis zum Ende versucht Christophine vergebens, Antoinette vor ihrem Ehemann zu retten und rät ihr, ihn zu verlassen.
Tia: Tia ist Antoinettes Schwarze Kindheitsfreundin. Zwischen den beiden entstehen aufgrund ihrer verschiedenen Hautfarben und sozialen Position Konflikte und die Freundschaft endet in einem Streit. Tia verspottet Antoinette dafür, arm zu sein, obwohl sie selbst noch wesentlich weniger Geld hat. Trotz allem fühlt sich Antoinette Tia immer noch beinahe schwesterlich verbunden.

## Gegenüberstellung der Charaktere ausWide Sargasso SeaundJane Eyre
Da Wide Sargasso Sea die Vorgeschichte zu Jane Eyre erzählt und die Geschichten sich ergänzen, überschneiden sich auch die Darstellungen der Charaktere, welche in beiden Werken vorkommen. Auch wenn innerhalb des Textes nie klar auf Jane Eyre verwiesen wird, hat sich Rhys eindeutig einiger der Charaktere des Romans bedient.

### Antoinette
Bertha kommt in Jane Eyre kaum vor und ihre Seite der Geschichte wird kaum beleuchtet. Bertha ist die erste Frau Mr. Rochesters, deren Existenz ihn daran hindert, Jane zu heiraten. Jean Rhys benennt Bertha in „Antoinette“ um und gibt ihr eine Geschichte sowie auch eine Stimme. Dadurch verändert sich ihre Darstellung.
Sie wird von einem Nebencharakter, welcher hauptsächlich als Gegensatz zu den Vorzügen der Heldin funktioniert, zur Heldin und Protagonistin ihrer eigenen Geschichte.
In Jane Eyre ist sie das Hindernis, welches zwischen Jane und Mr. Rochester und ihrem gemeinsamen Glück steht. Dieses Glück ist erst möglich, als Bertha stirbt, wodurch ihr Mann sozusagen frei wird. Mr. Rochester stellt Bertha als eine Frau dar, welche durch das Erbe ihrer Mutter sowie sexuellen Exzess wahnsinnig wurde. Es sind gewisse Parallelen zwischen den Frauen zu erkennen und manche Kritiker und Kritikerinnen sehen Jane und Bertha als sehr ähnliche Figuren an.
In Jane Eyre wird Bertha dämonisiert und die Sympathien liegen bei Jane. Jean Rhys bietet mehr Kontext für Berthas Wahnsinn und ergänzt die einseitige Erklärung. Der Fokus liegt hier auf ihrem Leiden. Sie ist nicht von Beginn der Geschichte an wahnsinnig, sondern ist Opfer eines Systems, welches sie in den Wahnsinn treibt. Die unmittelbaren Gründe sind eine Identitätskrise und die Zurückweisung durch ihren Mann.
Durch ihre Darstellung des Charakters gibt Jean Rhys ihrer Protagonistin mehr Macht, als ihr in Jane Eyre zu haben erlaubt war. Durch ihre Erzählung kann der Suizid Berthas als eine bewusste Entscheidung, welche sie mit freiem Willen getroffen hat, verstanden werden. Sie bekommt dadurch die Gelegenheit, ihre Identität, welche sie an Rochester verlor, zurückzuerlangen.

### Mr. Rochester
In Jane Eyre liegen die Sympathien bei Mr. Rochester. Dies ist in Wide Sargasso Sea nicht so eindeutig der Fall. Aus seiner Sicht wurde er mit voller Absicht getäuscht und manipuliert, damit er eine vermeintlich wahnsinnige Frau heirate. Jean Rhys stellt Mr. Rochester nicht als Opfer dar, sondern zeigt, mit welcher Grausamkeit er seine Frau behandelt.
Mr. Rochester kämpft offensichtlich mit seinem Unwohlsein und Misstrauen gegenüber seiner Frau sowie auch mit der neuen Umgebung. Er benennt seine Frau um, um zurechtzukommen und kreiert eine neue Person, nachdem er erkennt, wie wenig er über die Frau, welche er geheiratet hatte, weiß. Anstelle der netten, schüchternen Antoinette, welche er zu kennen meinte und heiratete, nimmt er die wilde, wütende Bertha nach England mit und verleugnet jegliche tiefgründige Bindung zu ihr, um erneut heiraten zu können.

## Themen

### Geschlechterdarstellung
Jean Rhys´ Werk wird als Kritik an der Darstellung von Mr. Rochesters erster Frau verstanden. Sie versuchte die Meinung der Lesenden bezüglich der Figur, welche sie als leblosen Charakter beziehungsweise überhaupt keinen Charakter wahrnahm, zu ändern, indem sie Bertha eine Stimme und eine Geschichte verlieh. Als ein Werk, welches ebenso wie seine Grundlage Jane Eyre stark Geschlechterrollen und problematische Beziehungen zwischen Männern und Frauen thematisiert, bietet sich Wide Sargasso Sea für die Anwendung einer geschlechterorientierten und feministischen Leseperspektive an.
Die Protagonistin des Buches wird ihr gesamtes erwachsenes Leben lang aufgrund ihres Geschlechts unterdrückt. Antoinette wird schon als junges Mädchen auf die Ehe vorbereitet und schließlich dazu gedrängt, einen Fremden als ihren Partner anzunehmen. Durch ihre Hochzeit mit Rochester, in welchen sie sich auch verliebt, verliert sie ihre Unabhängigkeit sowie ihr Vermögen. Schließlich verliert sie auch ihre Freiheit, als sie von ihrem Ehemann eingesperrt wird. Antoinette befindet sich in einer patriarchalisch-strukturierten Gesellschaft. Sie wird in ihrer Funktion als Ehefrau zu einem Opfer. Wie auch für andere Frauen im 19. Jahrhundert bedeutet die Ehe für sie die Existenz in einem unausgewogenen Machtverhältnis. Die gesamte Ehe ist ein Geschäft zwischen Männern, nämlich Rochester und ihrem Vater, währenddessen ihr Stiefbruder als Mittelmann fungiert. Als ihr Mann die Anschuldigungen hört, sie sei ihm untreu gewesen, versucht er nicht, sie zu verteidigen, sondern glaubt alles bereitwillig.  Er setzt sich in den Kopf ihr leidenschaftliches Wesen zu kontrollieren und hält seine Taten für moralisch und legal gerechtfertigt. Ebenso projiziert er seine Sexualität auf sie und versucht diese zu kontrollieren. Er beschuldigt sie zu Unrecht und missbraucht sie sexuell. Durch seine Entscheidung, sie beim falschen Namen, Bertha, zu nennen, löscht er ihre Identität aus. Er nutzt seine Position als Ehemann aus, um ihr Selbstwertgefühl so weit zu zerstören, bis sie sich bei einem Blick in den Spiegel selbst nicht mehr erkennt, um sie für sein Gefühl, von ihrer beider Familien hintergangen worden zu sein, zu bestrafen.

### Postkolonialismus
In der Literaturtheorie und der Rezeption des Romans wird Wide Sargasso Sea oftmals als die postkoloniale (sowie feministische und intersektionale) Antwort auf Jane Eyre von Charlotte Brontë bezeichnet.
Der Roman spielt in der Zeit nach dem Slavery Abolition Act 1833 (durch welchen viele koloniale Identitäten geprägt wurden) und spiegelt somit die Aus- und Nachwirkungen der Sklaverei und vor allem auch der Kolonialisierung Schwarzer Personen wider. Zudem zeigt dieser auch, was die Befreiung der versklavten Personen für eine Auswirkung auf die Personen, die ehemals versklavte Personen hielten, hatte. Dies wird am Beispiel von Antoinettes Familie und ihrem sinkenden gesellschaftlichen Stand und Ansehen gezeigt.
Jean Rhys zeigt in ihrer Interpretation der Geschehnisse vor Brontës Jane Eyre den, in (post-)kolonialen Theorien häufig auftretenden Dualismus des „Eigenen“ (Englischen und Europäischen, Rochester) und des „Anderen“ (Kreolischen, Antoinette) deutlich auf, gibt dem „Anderen“ und somit Antoinette, im Gegensatz zu Jane Eyre, jedoch eine Stimme. Antoinette wird nicht mehr ausschließlich durch den privilegierten Blick Rochesters beziehungsweise ihres namenlosen Ehemanns beschrieben, sondern kann durch die Erzählperspektiven zeitweise für sich selbst sprechen und erzählen.
Verschiedene Ethnizitäten und soziale Klassen spielen in Die weite Sargassosee eine Rolle und auch wenn auf diese ein postkolonialer Blick geworfen wird und „dem Anderen“, also Antoinette, eine Stimme gegeben wird, wird dennoch vieles aus weißer, westlicher und kolonialer, nämlich Rochesters, Sichtweise erzählt. Viele Dualismen und Binaritäten (weiß-Schwarz, englisch-kreolisch, westliches (gutes) Englisch-kreolisches Englisch,…) bleiben besteht und werden auf stereotypischer Ebene weiter geformt. Zudem kann man, durch einen postkolonialen Blickwinkel gesehen, die Ablehnung des Ehemanns seiner Frau Antoinette gegenüber auch auf ihre kreolische Herkunft zurückführen.

## Entstehungsgeschichte
Bereits in den Jahren vor 1966, dem Jahr der Erstveröffentlichung der englischen Originalausgabe von Wide Sargasso Sea, geht aus Briefen von Jean Rhys hervor, dass diese mit ihrem Manuskript immer wieder Schwierigkeiten hatte und vor Herausforderungen gestellt wurde. In Briefen der Autorin an Francis Wyndham zeigt sich, dass das Manuskript, vor dem finalen Titel, unter „Gold Sargasso Sea“ oder nur „Sargasso Sea“ bearbeitet wurde.
Jean Rhys schreibt zu Beginn ihrer Briefwechsel im Frühjahr 1964, dass sie mit dem Schreiben ihrer Geschichte gut vorankommt. In folgenden Briefen aus demselben Jahr kommen ihrerseits jedoch Schwierigkeiten, was die Geschichte, aber auch den Schreibfluss angeht, auf.
Die Autorin schreibt über ihren Respekt vor den Brontë Schwestern, vor allem Emily Brontë, schildert aber auch, dass der Charakter des Mr. Rochester aus Jane Eyre und die schöne und unproblematische Darstellung dessen ihr Probleme bereitet. Jean Rhys erzählt, dass ihr die Figur des Rochester in Jane Eyre zu positiv und gutmütig dargestellt wird, wenn man betrachtet, wie er seine erste Frau nach ihrer Rückkehr nach England behandelte. Diese, für sie persönlich auftretende Problematik war einer der Auslöser, der sie zum Schreiben ihres, auf Jane Eyre basierenden Romans brachte.
Ihre Schreibblockade konnte sie durch das Schreiben von Gedichten lösen, vor allem ihr Gedicht Obeah Night half ihr. Sie fand dadurch eine Lösung für ihr Rochester-Dilemma und kam auf die Idee mit Christophine und dem Liebestrank. So konnte sie den netten Mr. Rochester aus Jane Eyre kurzweilig in ihrer Geschichte aufgreifen, ihn danach jedoch zu ihrem eigenen Charakter machen und negative Seiten an diesem aufführen.
In einem Brief an ihre Verlegerin Diana Athill von Februar 1966 schreibt Jean Rhys davon, dass sie ihre erste Gage für ihr Buch erhalten hat und man merkt, dass die Entstehung von Wide Sargasso Sea auf ein Ende zusteuert. Im Oktober desselben Jahres wurde die Erstausgabe des Romans veröffentlicht.

## Adaptionen
- 1993: Sargasso Sea – Im Meer der Leidenschaft ist eine Romanverfilmung des Regisseurs John Duigan.
- 1997: Wide Sargasso Sea als Operninszenierung und -adaption, komponiert von Brian Howard und unter Regie von Douglas Horton.[49]
- 2004: 10-teilige BBC Radio 4 Adaption des Stoffes von „Wide Sargasso Sea“ von Margaret Busby.[50]
- 2006: Wide Sargasso Sea als britische Fernsehfilm-Adaption mit Rebecca Hall und Rafe Spall in den Hauptrollen.
- 2011: Wide Sargasso Sea als Titel eines Songs der Rock-Sängerin Stevie Nicks, welcher vom Roman und den Verfilmungen handelt.
- 2016: Eine weitere BBC Radio 4 Dramatisierung des Werkes von Rebecca Lenkiewicz.[51]

### Textausgaben
- Rhys, Jean: Die weite Sargassosee. Übersetzt von Brigitte Walitzek. Schöffling & Co, Frankfurt 2015.
- Rhys, Jean: Sargassomeer. Übersetzt von Anna Leube. Berliner Taschenbuch Verlag, Berlin 2002.

### Sekundärliteratur
- Brauchbar, Claude Sophie: Postkoloniale Identitäten: Intersektionale Figurenanalyse. Masterarbeit, Universität Wien 2018. DOI:10.25365/thesis.53981.
- Cappello, Silvia: Postcolonial Discourse in „Wide Sargasso Sea“ : Creole Discourse vs. European Discourse, Periphery vs. Center, and Marginalized People vs. White Supremacy. In: The Journal of Caribbean Literatures 6/1, Juli 2009, S. 47–54.
- De Villiers, Stephanie: Remembering the Future: The Temporal Relationship between Charlote Bronte's Jane Eyre and Jean Rhys's Wide Sargasso Sea. In: Journal of Literary Studies 34/4, Oktober 2018, S. 48–61.
- Ganner, Heidemarie: Jean Rhys: Eine Studie zur Rezeption ihres Werkes. In: Arbeiten aus Anglistik und Amerikanistik 8, 1983, S. 55–65.
- Gilchrist, Jennifer: Women, Slavery, and the Problem of Freedom in Wide Sargasso Sea. In: Twentieth Century Literature 58/3, 2012, S. 462–494.
- Gruesser, John: „Say Die and I Will Die“: Betraying the Other, Controlling Female Desire, and Legally Destroying Women in Wide Sargasso Sea and Othello. In: Journal of Caribbean  Literatures 3/3, 2003, S. 99–109.
- Jean Rhys Letters, 1931–1966. Selected and edited by Francis Wyndham and Diana Melly. Andre Deutsch, London 1984.
- Mardorossian, Carine M.: Shutting up the Subaltern: Silences, Stereotypes, and Double - Entendre in Jean Rhys's „Wide Sargasso Sea“. In: Callaloo 22/4, Oktober 1999, S. 1071–1090.
- Mellown, Elgin W.: Character and Themes in the Novels of Jean Rhys. In: Contemporary Literature 13/4, Oktober 1972, S. 458–475.
- Staarvik, Marit Jervan: This Cardboard House: A Parallel Study of Identity and Intertextuality in Jean Rhys’ Wide Sargasso Sea and Charlotte Brontë's Jane Eyre. University of Oslo, 2016.
- Su, John J.: Jean Rhys's Wide Sargasso Sea. In: Brian W. Shaffer (Hrsg.): A Companion to the British and Irish Novel 1945-2000. Blackwell, Malden 2005.